# Габер, Омар
Омар Габер (араб. عمر جابر‎; 30 января 1992, Каир, Египет) — египетский футболист, защитник клуба «Пирамидз» и сборной Египта. Участник летних Олимпийских игр 2012 в Лондоне и чемпионата мира 2018 года.

## Клубная карьера
Отец Омара, Махмуд Габер, является футбольным тренером, который работал с египетскими клубами «Асуан» и «Исмаили», а также катарским «Умм-Салаль». Габер вырос недалеко от стадиона клуба «Замалек» и начал заниматься в его академии. Весной 2010 года он попал в первую команду клуба и 11 марта дебютировал в египетской Премьер-лиге, отыграв весь матч против «Тала Аль Гиш». 2 февраля 2013 года в поединке против «Эль Иттихад Сакандари» Омар забил свой первый гол за «Замалек». В том же году он помог команде завоевать Кубок Египта. 8 февраля 2015 года Габер отказался выйти на поле в знак траура по жертвам среди болельщиков во время их столкновений с полицией перед матчем. В 2015 году он стал чемпионом страны и во второй раз завоевал национальный кубок.
Летом 2016 года Омар перешёл в швейцарский «Базель», подписав контракт на четыре года. Сумма трансфера составила 1,65 млн евро. 24 июля в матче против «Сьона» он дебютировал в швейцарской Суперлиге.
В ноябре 2017 года Габер договорился о переходе в американский «Лос-Анджелес» на правах годичной аренды, которая началась 1 января 2018 года. Присоединиться к американскому клубу его уговорил тренер Боб Брэдли, ранее работавший с Омаром в сборной Египта. 14 апреля в матче против канадского «Ванкувер Уайткэпс» он дебютировал в MLS.
12 июля 2018 года «Лос-Анджелес» выкупил Габера согласно опции в договоре аренды, но сразу перепродал в египетский «Пирамидз».

## Международная карьера
В 2011 году в составе молодёжной сборной Египта Габер принял участие в молодёжном чемпионате мира в Колумбии. На турнире он сыграл в матчах против команд Бразилии, Панамы и Аргентины. В поединке против бразильцев Омар забил гол.
3 сентября 2011 года Габер дебютировал в составе национальной сборной Египта, выйдя на замену в матче отборочного турнира к Кубку африканских наций 2012 года против команды Сьерра-Леоне.
В 2012 году Габер попал в заявку сборной на участие в Олимпийских играх в Лондоне. На турнире он сыграл в матчах против сборных Японии и Беларуси.
В 2017 году в составе сборной Габер стал серебряным призёром Кубка африканских наций в Габоне. На турнире он сыграл только в полуфинальном матче против команды Буркина-Фасо.
В 2018 году Омар принял участие в чемпионате мира в России. На турнире он был запасным и на поле не вышел.

## Достижения
Командные
 «Замалек»
- Чемпионат Египта по футболу — 2014/15
- Обладатель Кубка Египта (3): 2012/13, 2013/14, 2014/15

 «Базель»
- Чемпионат Швейцарии по футболу — 2016/17
- Обладатель Кубка Швейцарии: 2016/17

Международные
 Египет
- Кубок африканских наций — 2017